# Alain Erlande-Brandenburg

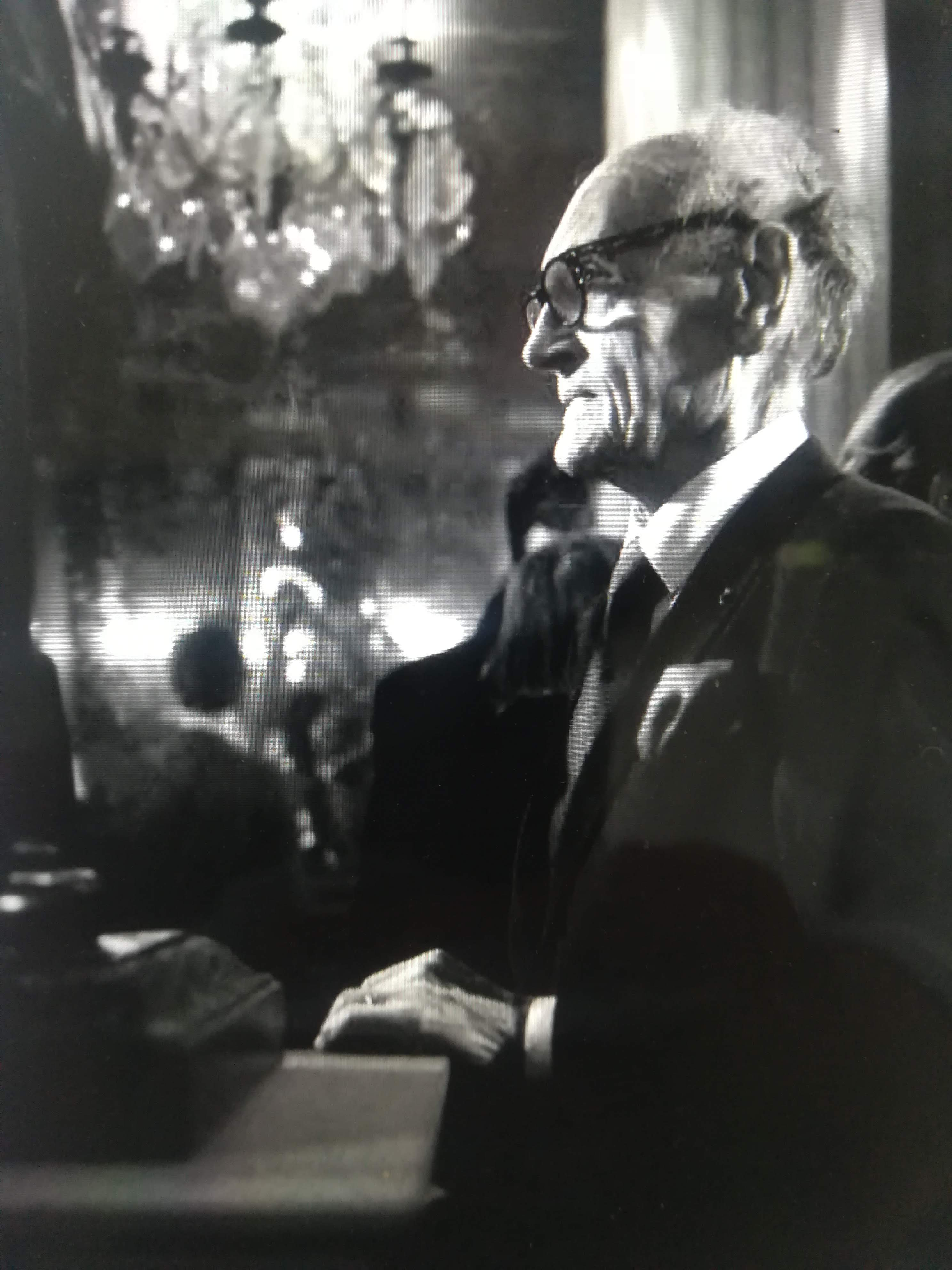
Alain Erlande-Brandenburg (2017 im Alter von 79 Jahren)

Alain Erlande-Brandenburg (* 2. August 1937 in Luxeuil; † 6. Juni 2020) war ein französischer Kunsthistoriker, der sich mit der Kunst der Gotik und Romanik befasste.

## Leben
Erlande-Brandenburg ging zunächst in Marseille zur Schule und danach auf das Lycée Henri IV in Paris, bevor er an der École nationale des chartes studierte mit dem Abschluss als Archivar und Paläograph. Außerdem studierte er an der École du Louvre, er wurde dort 1971 promoviert. Ab 1967 war er Konservator am Musée de Cluny und von 1980 bis 1987 Chefkonservator und Direktor des Museums der Renaissance im Schloss Écouen. Von 1991 bis 1994 war er Direktor des Musée de Cluny. Von 1999 bis 2005 war er Direktor des Museums der Renaissance.
Außerdem war er von 1974 bis 2005 Directeur d’études an der École pratique des hautes études (4. Sektion). Er lehrte auch als Professor mittelalterliche Baukunst an der École de Chaillot und Museumskunde an der École du Louvre. Von 1991 bis 2000 war er Professor für Archäologie und Kunstgeschichte des Mittelalters an der École des chartes. Von 1994 bis 1998 war er Direktor des französischen Nationalarchivs.
1988 war er Generalinspektor der französischen Museen. Von 1985 bis 1994 war er Präsident der Société française d’archéologie.

## Auszeichnungen (Auswahl)
- 1993: Ordre des Arts et des Lettres (Kommandeur)[3]
- 1997: Ordre national du Mérite (Kommandeur)[4]
- 2002: Offizier der Ehrenlegion (Ritter seit 1986)[5]
- Ordre national du Lion (Großoffizier)[6]
- Fürst-Banimir-Orden[6]

## Schriften
- Le roi est mort. Étude sur les funérailles, les sépultures des rois de France jusqu’à la fin du XIIIe siècle. Droz, Genf/Paris 1975.
- La Dame à la Licorne. Réunion des Musées Nationaux, Paris 1977 und 1989 (Dame mit dem Einhorn im Musée Cluny).
- Le monde gothique. La conquête de l’Europe, 1260–1300. Gallimard („L’univers des formes“), Paris 1987.
- L’art gothique. Citadelles-Mazenod, Paris 1983.
  - Deutsche Ausgabe: Gotische Kunst. Ars Antiqua – Große Epochen der Weltkunst, Herder Verlag, Freiburg 1984.
- La cathédrale. Fayard, Paris 1989.
- Notre-Dame de Paris. Nathan-CNMHS, Paris 1991.
- Quand les cathédrales étaient peintes. collection « Découvertes Gallimard» (n° 180), Gallimard, Paris 1993.
- Histoire de l’architecture française. Band 1: Du Moyen Âge à la Renaissance. Mengés-CNMHS, Paris 1995.
- Cathedrals and Castles: Building in the Middle Ages. H. N. Abrams, New York 1995.
- De pierre, d’or et de feu. La création artistique au Moyen Âge, IVe-XIIIe siècle. Fayard, Paris 1999.
- Le sacre de l’artiste. La création au Moyen Âge, XIVe-XVe siècle. Fayard, Paris 2000.
- L’art roman. Un défi européen. collection «Découvertes Gallimard» (nº 471), Gallimard, Paris 2004.
- Qu’est-ce qu’une église? Gallimard, Paris 2010.
- La révolution gothique. Picard, Paris 2011.
- mit Anne-Bénédicte Mérel-Brandenburg: Saint-Germain-des-Prés: An Mil. Picard, Paris 2011.